# یک فاجعه وحشتناک
یک فاجعه وحشتناک (انگلیسی: A Terrible Tragedy) یک فیلم کمدی صامت کوتاه به کارگردانی جرالد تی. هِـوِنـِر است که در سال ۱۹۱۶ منتشر شد. از بازیگران این فیلم می‌توان به بیلی باورز و اولیور هاردی اشاره کرد.